# Paul Tortelier
Paul Tortelier, (París, 21 de març, 1914 - a París i mort el 18 de desembre de 1990 a Chaussy (Val-d'Oise), va ser un violoncel·lista francès reconegut tant per les seves interpretacions com per les seves qualitats docents.

## Biografia
Tortelier va ser animat des de ben petit pels seus pares a estudiar el violoncel. El seu pare, d'origen bretó, fuster d'ofici, tocava el violí i la mandolina. A la seva mare li encantava el violoncel i volia fer del seu fill violoncel·lista. Infant dotat, va ingressar al Conservatori de París als dotze anys a la classe de Louis Feuillard i després de Gérard Hekking que seria el seu veritable mestre. Va guanyar un primer premi quatre anys més tard, als 16 anys, i després va passar tres anys aprenent l'harmonia amb Jean Gallon, un aprenentatge coronat amb l'obtenció del primer premi d'harmonia el 1935.
Posteriorment es va incorporar a l'orquestra Lamoureux amb la qual va actuar per primera vegada com a solista al Concert per a violoncel de Lalo. De 1935 a 1937, va formar part de l'Orquestra Filharmònica de Monte-Carlo que en aquell moment era dirigida per Arturo Toscanini i Bruno Walter. Richard Strauss va Monte-Carlo per dirigir el seu poema simfònic Don Quixot i és Tortelier qui interpreta la part de violoncel sol. Des d'aleshores, el nom de Tortelier ha estat molt relacionat amb aquesta obra; també farà nombroses actuacions i enregistraments durant la seva vida). El 1937, convidat per Serge Koussevitzky, es va unir a l'Orquestra Simfònica de Boston com a 3r violoncel·lista principal. El 1939 va tornar a França. Entre 1941 i 1944, va formar part de la Grand Orchestre de Radio Paris. Durant dos anys (1945-1946) va ser primer solista de la "Société des concerts du Conservatoire".
Amic, admirador i deixeble alhora de Pau Casals, va ser convidat per aquest l'any 1950 per ser el violoncel·lista principal del primer festival de Prades, amb motiu de la celebració del 200 aniversari de la mort de Bach. Això va ajudar a donar-lo a conèixer i la seva carrera concertística es va fer valer. Tortelier, convidat per nombroses orquestres, actuà als escenaris de tot el món.
El 1952 Paul Tortelier va participar en una gira de Jeunesses Musicales Canada.
Al llarg de la seva carrera, va actuar habitualment amb la seva dona violoncel·lista, Maud Martin, així com amb els seus tres fills: Maria de la Pau (pianista), Yan Pascal (violinista) i Pomone (violoncel·lista, després flautista i cantant).

## Tècniques de violoncel
Paul Tortelier és també l'inventor d'una posició particular del violoncel que va mantenir gairebé horitzontal. Aquesta posició s'obté utilitzant una broqueta angulada anomenada "broqueta Tortelier".

## El professor
Un gran professor, Paul Tortelier es va convertir en professor al Conservatori de París el 1956. El 1969 va deixar el Conservatori per a la "Folkwanghochschule" d'Essen on va romandre fins al 1975, després pel Conservatori de Niça del 1978 al 1980. El 1955 va debutar a la televisió a la BBC acompanyat del pianista Ernest Lush. Després va donar una sèrie de classes magistrals per a la televisió britànica que van aconseguir un gran èxit, els anys 1964, 1974 i 1987. El 1980 també va ser el primer occidental a ser nomenat professor honorari al Conservatori de Pequín. Les seves darreres actuacions televisives van tenir lloc el 1989.
Va morir el 18 de desembre de 1990, colpejat per un infart al Château de Villarceaux de Chaussy (Val d'Oise) mentre donava una lliçó a una dotzena de joves músics. Tenia 76 anys.
Va ser objecte d'un documental realitzat l'any 1989 pel suís Peter Ammann "Le Violoncelle Enchanté", i un dels seus últims recitals de Bach al Festival de Prades de 1990 va ser editat en DVD pel segell VAI. Més recentment, la BBC va produir un documental especial sobre els seus trenta-cinc anys d'actuació televisiva a Anglaterra per commemorar el centenari del seu naixement.
Entre els seus alumnes hi havia Aleth Lamasse, Anne Gastinel, Jacqueline du Pré, Gérard Le Feuvre, Philippe Muller, Michel Strauss, Georg Pedersen, Hege Waldeland, Stefan Metz, Arto Noras, Frieder Lenz, Melissa Phelps, Jean Decroos, Aisling Drury. Byrne, Gerhard Mantel, Solen Dikener, Raphaël Sommer, Renaud Fontanarosa i Jacques Bernaert.

## La família Tortelier
La música de Paul Tortelier es feia en família: la seva dona Maud Martin, casada el 1946, també era violoncel·lista: havia estudiat al CNSM amb Pierre Fournier, Maurice Maréchal i Joseph Calvet i tocava amb ell en obres que requerien dos violoncels. I va inculcar als seus fills la passió per la música: el seu fill Yan-Pascal és avui un reconegut director, la seva filla gran Maria de la Pau Tortelier (nascuda a Prades el 13 de maig de 1950 i fillola de Pau Casals) concertista i la tercera, Pomone, flautista. Paul Tortelier va crear el 1977 amb la seva filla gran Maria de la Pau i el seu fill Yan-Pascal (violí) el Trio en do menor d'Edvard Grieg. Maxime, fill de Yan-Pascal, és director d'orquestra.
Tot i que era catòlic, Tortelier estava entusiasmat amb la creació d'Israel i a partir de 1955 va passar un any amb la seva dona i els seus fills en un kibutz, Mabaroth, a Israel. La seva experiència israeliana el va inspirar a escriure una simfonia, la Simfonia d'Israel (1956).

## El compositor
Paul Tortelier, a més de la seva activitat com a violoncel·lista, també va tenir una notable activitat com a compositor. Les seves obres es dediquen majoritàriament al seu instrument. Així, li devem dos concerts per a violoncel, un concert per a piano (1955), un concert per a dos violoncels i orquestra (que va tocar amb la seva dona), duets per a dos violoncels (1954), una suite per a violoncel sol en re menor (1944). -1955), dues sonates per a violoncel i piano, variacions per a violoncel i orquestra titulades May music save the peace així com nombrosos himnes a la pau que denoten clarament l'humanisme del qual va ser portador Tortelier. Durant la classe magistral impartida a La Chaux-de-Fonds, Suïssa el 1987, va fer que 24 violoncels toquessin el seu himne a la pau Le Grand Drapeau durant el concert final a "Le Locle". Va donar permís amb entusiasme perquè aquest himne fos traduït a l'esperanto, cosa que es va fer.
També és autor d'un llibre: How I Play, How I Teach ("Com interpreto, com ensenyo") publicat per Chester a Londres el 1973.

## Discografia selectiva
- Edward Elgar, Concerto pour violoncelle en Mi mineur op.85, Paul Tortelier, violoncelle, BBC Symphony Orchestra, dir. Malcom Sargent. 1953. Les indispensables de Diapason 2021